# دلتا ماهی
دلتا ماهی یک ستاره است که در صورت فلکی ماهی قرار دارد.